# Liste des téléskis nautiques d'Europe
 (avril 2018).
Cet article recense les téléskis nautiques situés en Europe.

## Liste

### Belgique
| Nom                         | Plan d'eau        | Commune        | Province                        | Région          | Notes                    | Coordonnées                      |
| --------------------------- | ----------------- | -------------- | ------------------------------- | --------------- | ------------------------ | -------------------------------- |
| Goodlife Cablepark          |                   | Hoogstraten    | Province d'Anvers               | Région flamande |                          | 51° 28′ 11″ nord, 4° 44′ 21″ est |
| Terhills cablepark          |                   | Dilsen-Stokkem | Province de Limbourg            | Région flamande |                          | 51° 00′ 18″ nord, 5° 41′ 43″ est |
| Lakeside Paradise cablepark | Put Van De Cloedt | Knokke-Heist   | Province de Flandre-Occidentale | Région flamande |                          | 51° 20′ 12″ nord, 3° 16′ 27″ est |
| The Outsider cablepark      | Donk              | Audenarde      | Province de Flandre-Orientale   | Région flamande | 1 full size, 1 bi-poulie | 50° 50′ 30″ nord, 3° 35′ 07″ est |
| Téléski nautique The Spin   | Lac de Féronval   | Froidchapelle  | Province de Hainaut             | Région wallonne | 2 téléskis               | 50° 13′ 14″ nord, 4° 23′ 17″ est |
| Dock 79                     | Lac des Herbières | Saint-Ghislain | Province de Hainaut             | Région wallonne | 1 full size, 1 bi-poulie | 50° 27′ 42″ nord, 3° 47′ 35″ est |

### Espagne
| Nom               | Plan d'eau       | Commune  | Province            | Communauté             | Notes | Coordonnées                        |
| ----------------- | ---------------- | -------- | ------------------- | ---------------------- | ----- | ---------------------------------- |
| Cableski          | Mer Méditerranée | Benidorm | province d'Alicante | Communauté valencienne |       | 38° 31′ 54″ nord, 0° 06′ 45″ ouest |
| Mallorca Wakepark |                  | Alcúdia  |                     | Îles Baléares          |       | 39° 50′ 08″ nord, 3° 06′ 30″ est   |

### France
| Nom                                      | Plan d'eau                       | Commune               | Département          | Région                     | Notes                                    | Coordonnées                        |
| ---------------------------------------- | -------------------------------- | --------------------- | -------------------- | -------------------------- | ---------------------------------------- | ---------------------------------- |
| EXO 01                                   | Lac de La-Rena                   | Lent                  | Ain                  | Auvergne-Rhône-Alpes       |                                          | 46° 08′ 37″ nord, 5° 13′ 00″ est   |
| Natural Wake Park                        |                                  | Paray-sous-Briailles  | Allier               | Auvergne-Rhône-Alpes       |                                          | 46° 19′ 26″ nord, 3° 21′ 15″ est   |
| Téléski nautique de Mercus               | Ariège                           | Mercus-Garrabet       | Ariège               | Occitanie                  |                                          | 42° 53′ 03″ nord, 1° 37′ 34″ est   |
| Téléski nautique du Bram                 | Lac du Buzerens                  | Bram                  | Aude                 | Occitanie                  |                                          | 43° 14′ 57″ nord, 2° 08′ 16″ est   |
| Téléski nautique de Carcassonne          | Lac de la Cavayère               | Carcassonne           | Aude                 | Occitanie                  |                                          | 43° 11′ 03″ nord, 2° 25′ 08″ est   |
| Téléski du pays d'Aix                    |                                  | Peyrolles-en-Provence | Bouches-du-Rhône     | Provence-Alpes-Côte d'Azur |                                          | 43° 39′ 14″ nord, 5° 35′ 26″ est   |
| Téléski                                  |                                  | Touffréville          | Calvados             | Normandie                  |                                          | 49° 12′ 15″ nord, 0° 13′ 24″ ouest |
| Teleski nautique de Saujon               |                                  | Saujon                | Charente-Maritime    | Nouvelle-Aquitaine         |                                          | 45° 40′ 49″ nord, 0° 56′ 25″ ouest |
| Tiki Wake Park                           | Lac de Bournazel                 | Seilhac               | Corrèze              | Nouvelle-Aquitaine         |                                          | 45° 22′ 47″ nord, 1° 42′ 01″ est   |
| Téléski nautique Côte-d'Or               | Gravière de Premeaux             | Premeaux-Prissey      | Côte-d'Or            | Bourgogne-Franche-Comté    |                                          | 47° 06′ 10″ nord, 4° 56′ 53″ est   |
| Rouffiac Cablepark                       | Lac de Rouffiac en Périgord      | Angoisse              | Dordogne             | Nouvelle-Aquitaine         |                                          | 44° 42′ 41″ nord, 5° 16′ 03″ est   |
| Téléski nautique du Gap                  |                                  | Vercheny              | Drôme                | Auvergne-Rhône-Alpes       |                                          | 45° 24′ 53″ nord, 1° 09′ 43″ est   |
| Téléski nautique de Léry-Poses           | Lac des Deux Amants              | Léry                  | Eure                 | Normandie                  |                                          | 49° 18′ 00″ nord, 1° 12′ 40″ est   |
| TN28                                     |                                  | Fontaine-Simon        | Eure-et-Loir         | Centre-Val de Loire        |                                          | 48° 30′ 39″ nord, 1° 01′ 11″ est   |
| Téléski nautique de Saint-Renan          | Lac de Ty-Colo                   | Saint-Renan           | Finistère            | Bretagne                   | 1 Téléski & 1 autre pour 2017            | 48° 25′ 51″ nord, 4° 36′ 44″ ouest |
| Téléski nautique de Sesquières           | Lac de Sesquières                | Toulouse              | Haute-Garonne        | Occitanie                  |                                          | 43° 39′ 01″ nord, 1° 25′ 11″ est   |
| Téléski nautique du Gers                 |                                  | L'Isle-Jourdain       | Gers                 | Occitanie                  |                                          | 43° 37′ 06″ nord, 1° 04′ 15″ est   |
| Téléski nautique d'Avensan               |                                  | Avensan               | Gironde              | Nouvelle-Aquitaine         |                                          | 45° 02′ 31″ nord, 0° 43′ 31″ ouest |
| EXO 33                                   |                                  | Baurech               | Gironde              | Nouvelle-Aquitaine         |                                          | 44° 42′ 35″ nord, 0° 26′ 07″ ouest |
| Téléski nautique                         | Plan d'eau de Virelade           | Rions                 | Gironde              | Nouvelle-Aquitaine         |                                          | 44° 40′ 12″ nord, 0° 21′ 59″ ouest |
| I Wake Park Hourtin                      | Lac d'Hourtin et de Carcans      | Hourtin               | Gironde              | Nouvelle-Aquitaine         |                                          | 45° 11′ 04″ nord, 1° 05′ 14″ ouest |
| BZHwake park                             |                                  | Dolo                  | Côtes-d'Armor        | Bretagne                   |                                          | 48° 23′ 08″ nord, 2° 19′ 59″ ouest |
| EXO 38                                   | Lac des Martelles                | Tencin                | Isère                | Auvergne-Rhône-Alpes       |                                          | 45° 18′ 17″ nord, 5° 56′ 32″ est   |
| Téléski nautique de Pouligny-Notre-Dame  | Plan d'eau de Legny              | Pouligny-Notre-Dame   | Indre                | Centre-Val de Loire        |                                          | 46° 28′ 50″ nord, 2° 01′ 56″ est   |
| TSN44                                    |                                  | Saint-Viaud           | Loire-Atlantique     | Pays de la Loire           |                                          | 47° 15′ 39″ nord, 2° 00′ 55″ ouest |
| TSN44.2                                  | Étang Jean Guyon                 | Nozay                 | Loire-Atlantique     | Pays de la Loire           |                                          | 47° 34′ 35″ nord, 1° 37′ 25″ ouest |
| Téléski Nautique étang de Buhel          | Étang de Buhel                   | Plessé                | Loire-Atlantique     | Pays de la Loire           |                                          | 47° 32′ 16″ nord, 1° 52′ 46″ ouest |
| Téléski nautique de Damazan              | Lac du Moulineau                 | Damazan               | Lot-et-Garonne       | Nouvelle-Aquitaine         |                                          | 44° 16′ 49″ nord, 0° 16′ 30″ est   |
| EXO 49                                   |                                  | Notre-Dame-d'Allençon | Maine-et-Loire       | Pays de la Loire           |                                          | 47° 18′ 26″ nord, 0° 26′ 39″ ouest |
| Téléski nautique de la Rincerie          | Étang de la Rincerie             | La Selle-Craonnaise   | Mayenne              | Pays de la Loire           |                                          | 47° 51′ 57″ nord, 1° 03′ 31″ ouest |
| Massif Wake Park                         |                                  | Cournon-d'Auvergne    | Puy-de-Dôme          | Auvergne-Rhône-Alpes       |                                          | 45° 44′ 30″ nord, 3° 13′ 14″ est   |
| Téléski des Ô Kiri                       | Lac de Baudreix                  | Baudreix              | Pyrénées-Atlantiques | Nouvelle-Aquitaine         |                                          | 43° 12′ 05″ nord, 0° 15′ 39″ ouest |
| Téléski Saint Jean                       |                                  | Le Boulou             | Pyrénées-Orientales  | Occitanie                  |                                          | 42° 31′ 00″ nord, 2° 48′ 45″ est   |
| Téléski du Barbarès                      | Étang de Leucate                 | Port Leucate          | Pyrénées-Orientales  | Occitanie                  |                                          | 42° 50′ 09″ nord, 3° 01′ 45″ est   |
| Téléski nautique                         |                                  | Kingersheim           | Haut-Rhin            | Grand Est                  |                                          | 47° 47′ 39″ nord, 7° 18′ 37″ est   |
| Téléski nautique de Condrieu             |                                  | Condrieu              | Rhône                | Auvergne-Rhône-Alpes       |                                          | 45° 27′ 16″ nord, 4° 46′ 44″ est   |
| Téléski nautique du Mâconnais-Beaujolais |                                  | Crêches-sur-Saône     | Rhône                | Auvergne-Rhône-Alpes       |                                          | 46° 14′ 12″ nord, 4° 48′ 13″ est   |
| Téléski nautique Savoie                  | Lac de Chamousset                | Chamousset            | Savoie               | Auvergne-Rhône-Alpes       |                                          | 45° 33′ 42″ nord, 6° 13′ 56″ est   |
| Téléski nautique d'Arenthon              | Lac Biousse                      | Arenthon              | Haute-Savoie         | Auvergne-Rhône-Alpes       |                                          | 46° 05′ 02″ nord, 6° 22′ 04″ est   |
| Téléski nautique du lac de Caniel        | Lac de Caniel                    | Vittefleur            | Seine-Maritime       | Normandie                  |                                          | 49° 47′ 59″ nord, 0° 37′ 59″ est   |
| Téléski nautique de Jablines-Annet       | Île de loisirs de Jablines-Annet | Jablines              | Seine-et-Marne       | Île-de-France              |                                          | 48° 54′ 26″ nord, 2° 43′ 57″ est   |
| Amiens Cable Park                        | Étangs de la Somme               | Dreuil-lès-Amiens     | Somme                | Hauts-de-France            |                                          | 49° 55′ 24″ nord, 2° 13′ 28″ est   |
| EXO 83                                   | Lac du Rabinon                   | Roquebrune-sur-Argens | Var                  | Provence-Alpes-Côte d'Azur |                                          | 43° 27′ 51″ nord, 6° 36′ 48″ est   |
| EXO 84                                   | Lac des Grezes Hautes            | Lamotte-du-Rhône      | Vaucluse             | Provence-Alpes-Côte d'Azur |                                          | 46° 08′ 37″ nord, 5° 13′ 00″ est   |
| Atlantic Wakepark                        |                                  | L'Aiguillon-sur-Mer   | Vendée               | Pays de la Loire           | un téléski à 2 poulies, un grand téléski | 46° 19′ 49″ nord, 1° 18′ 24″ ouest |
| Téléski nautique Moncontour              | Lac du Gué de Magne              | Moncontour            | Vienne               | Nouvelle-Aquitaine         |                                          | 46° 53′ 22″ nord, 0° 01′ 17″ ouest |
| Téléski nautique de Cergy-Pontoise       | Île de loisirs de Cergy-Pontoise | Cergy-Pontoise        | Seine-et-Marne       | Île-de-France              |                                          | 49° 01′ 49″ nord, 2° 02′ 40″ est   |

### Italie
| Nom              | Plan d'eau | Commune | Province | Région    | Notes | Coordonnées                      |
| ---------------- | ---------- | ------- | -------- | --------- | ----- | -------------------------------- |
| Téléski de Milan | Idroscalo  | Milan   | Milan    | Lombardie |       | 45° 27′ 19″ nord, 9° 17′ 24″ est |

### Portugal
| Nom          | Plan d'eau | Municipalité    | Région      | Notes | Coordonnées                        |
| ------------ | ---------- | --------------- | ----------- | ----- | ---------------------------------- |
| Teleskiermal | Ermal      | Vieira do Minho | Région Nord |       | 41° 35′ 35″ nord, 8° 07′ 36″ ouest |

### République tchèque
| Nom           | Plan d'eau          | Commune           | District               | Région            | Notes | Coordonnées                       |
| ------------- | ------------------- | ----------------- | ---------------------- | ----------------- | ----- | --------------------------------- |
| Kabelový vlek | Horecký rybník (cs) | Stráž pod Ralskem | District de Česká Lípa | Région de Liberec |       | 50° 41′ 56″ nord, 14° 48′ 43″ est |

### Royaume-Uni
| Nom                      | Plan d'eau         | Commune | Comté            | Pays       | Notes | Coordonnées                        |
| ------------------------ | ------------------ | ------- | ---------------- | ---------- | ----- | ---------------------------------- |
| Sheffield Cable Waterski | Rother Valley Lake | Wales   | Yorkshire du Sud | Angleterre |       | 53° 19′ 57″ nord, 1° 19′ 17″ ouest |

### Suède
| Nom                          | Plan d'eau    | Commune | Comté              | Notes | Coordonnées                       |
| ---------------------------- | ------------- | ------- | ------------------ | ----- | --------------------------------- |
| The Cable Park STHLM Arlanda | Halmsjön (sv) | Sigtuna | comté de Stockholm |       | 59° 39′ 12″ nord, 17° 57′ 56″ est |

### Suisse
| Nom       | Plan d'eau       | Commune          | Canton             | Notes | Coordonnées                      |
| --------- | ---------------- | ---------------- | ------------------ | ----- | -------------------------------- |
| Cableski  | Lac de Neuchâtel | Estavayer-le-Lac | Canton de Fribourg |       | 46° 51′ 31″ nord, 6° 50′ 48″ est |
| Wakecâble | Lac Léman        | Genève           | Canton de Genève   |       | 46° 12′ 56″ nord, 6° 10′ 32″ est |